# Piaski (powiat kępiński)
Piaski – wieś w Polsce położona w województwie wielkopolskim, w powiecie kępińskim, w gminie Łęka Opatowska.
Położone ok. 8 km na południowy wschód od Kępna, przy skrzyżowaniu linii kolejowej Ostrów Wielkopolski – Kluczbork i drogi krajowej nr 11 Poznań – Bytom.
W latach 1975–1998 miejscowość należała administracyjnie do województwa kaliskiego.